# Ku Klux Klan

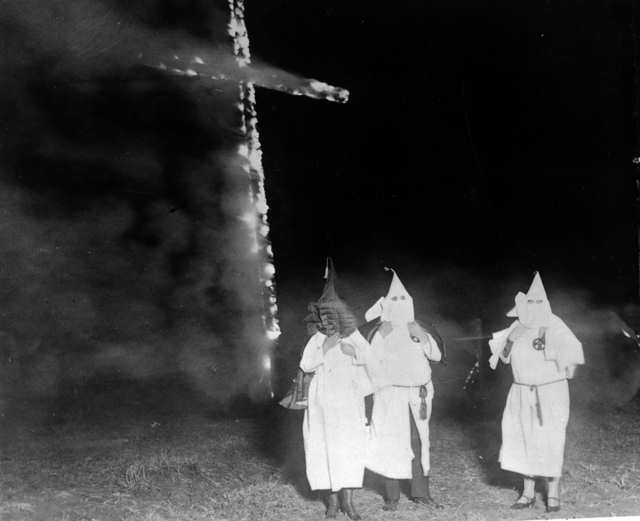
Membres del Ku Klux Klan cremant una creu.

El Ku Klux Klan (KKK) és una societat secreta estatunidenca amb un fort caràcter racista i xenòfob. Ku Klux Klan és el nom que han adoptat diverses organitzacions dels Estats Units, que han predicat la supremacia de la raça blanca, l'antisemitisme, el racisme, l'anticatolicisme, l'anticomunisme, la transfòbia, l'homofòbia i el nativisme polític. Amb freqüència, aquestes organitzacions han recorregut al terrorisme, la violència i actes intimidadors com la cremada de creus, per tal d'oprimir les seves víctimes.
La primera encarnació del Klan fou fundada el 24 de desembre de 1865 per veterans de l'Exèrcit confederat que, després de la Guerra de Secessió, van voler resistir-se a la Reconstrucció, és a dir la reforma del seu model de societat segregada. L'organització va adoptar ràpidament mètodes violents per aconseguir els seus objectius. Tot i això, hi va haver una reacció que en poc temps va arrossegar l'organització al fracàs, ja que l'elit del sud veia que el Klan servia d'excusa per a la permanència als Estats del Sud de les tropes federals. El KKK fou completament dissolt el 1870 pel President republicà Ulysses S. Grant, a través de l'Acta de drets civils de 1871 (coneguda com "l'Acta Ku-Klux-Klan").
El 1915 es va fundar una nova associació que emprava el mateix nom, inspirada pel poder que tenien els mitjans de comunicació de masses. La pel·lícula El naixement d'una nació, i l'antisemitisme transmès a les cròniques periodístiques del judici del presumpte assassí Leo Frank, van contribuir a la ja esmentada inspiració. El segon KKK fou una organització més formal, que comptava amb membres registrats i amb una estructura estatal i nacional. El nombre de membres arribà a xifres entre quatre i cinc milions. La popularitat del Klan va començar a decaure en el període de la Gran depressió que seguí al Crac del 29, i durant la Segona Guerra Mundial, ja que alguns dels membres més destacats del Klan van protagonitzar escàndols per donar suport a l'Alemanya nazi.
D'aleshores ençà, diverses agrupacions diferents entre elles han utilitzat aquest nom, incloent-hi les que s'oposaven a l'Acta de Drets Civils i a la fi de la segregació de les dècades de 1950 i 1960. Alguns membres d'aquelles organitzacions van arribar a ser condemnats per diversos crims. I encara que avui dia dotzenes d'organitzacions utilitzin tot o part del nom per designar-se, la xifra dels seus membres és al voltant d'uns quants milers. Aquests grups, amb operacions separades en petites unitats aïllades, són considerats grups d'odi extrem. El KKK modern ha estat repudiat pels mitjans de comunicació de masses i pels líders polítics i religiosos dels Estats Units.

## El primer Ku Klux Klan

### Origen. Creació
El Ku Klux Klan va ser fundat a Pulaski (Tennessee) després del final de la Guerra civil dels Estats Units, el 24 de desembre de 1865 pel general Nathan Bedford Forrest, i altres veterans confederats, que pretenien protegir els sudistes de les espoliacions i vexacions a les que consideraven estaven sotmesos. El nom de Ku Klux Klan ve de la fusió del grec "Kuklos" (cercle). El capità Kennedy afegí Klan (clan) com a recordatori dels grups familiars ancestrals, ja que tots tenien ascendència escocesa. Els fundadors van decidir escriure clan amb "K" per a donar-li més notorietat a l'organització. Com que els va agradar la sonoritat de la paraula, van optar per dividir el mot "Kuklos" en dues parts, canviant la "o" de Kuklos per una "u" i la "s" per una "x" per tal que quedés més impactant.
Als seus inicis, es tractava d'una organització sarcàstica que es dedicava a fer xerrades i rituals on ridiculitzaven i humiliaven 
les seves víctimes. El Ku Klux Klan fou concebut com un club social on els joves podien trobar diversió i una nova forma de passar l'estona. Els membres feien excursions nocturnes pel poble de Pulaski, disfressats amb llençols i màscares, fingint ser fantasmes que espantaven (o divertien) la població. En afrontar el període de la Reconstrucció dels Estats Units després de la Guerra Civil, el KKK va endurir les seves activitats i es va dedicar a oprimir els carpetbaggers, els Scalawag, i els esclaus esdevinguts lliures. El passat conservador i de suport a l'esclavisme del Partit Demòcrata dels Estats Units va fer que molts dels seus membres busquessin la manera de pertànyer al KKK. També, de manera informal, el KKK repudiava el Partit Republicà dels Estats Units.
El Klan es va estendre ràpidament per altres estats del sud, desencadenant un "regnat del terror" envers els líders republicans de totes les procedències racials. Aquest joc va desembocar en assassinats, com el del congressista d'Arkansas: James M. Hinds, el de tres membres de la Legislatura de Carolina del Sud i els de diversos homes que havien treballat en convencions constitucionals.
De 1866 a 1867, el Klan va irrompre en les sessions religioses de la comunitat negra, i va assaltar les llars d'aquesta comunitat per a robar armes de foc, amb el pretext de desarmar els negres veterans de la Guerra Civil. Algunes d'aquelles activitats imitaven les accions d'altres grups de Tennessee com els Jaquetes Grogues o els Gorres Vermelles.
El 1867, en una reunió a Nashville, Tennessee, es va intentar organitzar els grups dispersos afins del Klan, dins una agrupació de capítols locals que informessin els líders del comtat, els quals informarien els districtes, i alhora aquests ho farien als seus estats, els quals informarien el quarter general que agruparia tota la nació. La proposta, redactada pel veterà general brigadier George Gordon, va ser escrita en un llenguatge encès que discorria sobre les metes del KKK i que incloïa un llistat de preguntes que els aspirants a pertànyer al Klan havien de respondre correctament. Les preguntes se centraven en la resistència vers la Reconstrucció i el Partit Republicà. El candidat havia de respondre si era republicà, veterà de l'Exèrcit de la Unió o membre de la Lliga de la Unió, a més d'especificar si s'oposava a la igualtat dels negres tant social com políticament i si estava a favor d'un Govern d'"homes blancs" que "mantingués els drets constitucionals del Sud", l'"emancipació dels homes blancs del Sud, la restitució de tots els drets del Sud" i "el dret inalienable de la pròpia supervivència davant l'exercici arbitrari del poder".
Però malgrat tot el treball de preparació, la proposta de Gordon no fou acceptada. Les unitats del Klan seguirien treballant de manera independent, sense cap forma de jerarquia organitzada a nivell nacional, estatal o comtal. Gordon acudí a Memphis per a visitar l'antic comerciant d'esclaus i veterà general confederat Nathan Bedford Forrest, qui li parlà de la nova organització. La resposta de Forrest fou: "… una idea excel·lent. Podem emprar-la per a posar els negres al lloc on els correspon". Forrest fou escollit líder nacional del Klan setmanes després, el 1867 quan es reuniren a Nashville organitzacions de tot el Sud. Aquest càrrec és coneixia com "Great Wizard", altres càrrecs eren Gran Drac, Gran Tità i Gran Cíclop i els membres del Klan es feien dir "vampyres".
Tanmateix, els dirigents del klan el dissolgueren el gener del 1869, tot i que fins al 1871 actuaren esporàdicament alguns elements incontrolats. En totes les entrevistes posteriors que se li feren, Forrest negà haver estat mai líder del KKK i declarà que mai tingué control sobre cap cèl·lula de l'organització.

### Fets
El Ku Klux Klan buscà el control politicosocial dels esclaus alliberats. En particular, va intentar dificultar l'educació, el desenvolupament econòmic, el dret a portar armes i els drets electorals dels negres.
Tot i això, el Klan no es va limitar a actuar contra aquestes ètnies, ja que els republicans del Sud també foren el blanc de les seves tàctiques intimidadores. Amb freqüència obtenien els seus propòsits mitjançant la violència. Per exemple, a les eleccions generals de Geòrgia, l'abril de 1868, el comtat de Columbia va registrar 1.222 vots per al candidat republicà a governador d'Estat Rufus Bullock. A les eleccions presidencials del novembre d'aquell any, al mateix comtat només hi va haver un vot a favor del candidat republicà Ulysses S. Grant.
El Klan intimidava constantment mestres d'escola i treballadors de l'Oficina General de Refugiats, Alliberats i Terres Abandonades (Freedmen's Bureau), així com a membres negres de les Lligues de la Unió. Amb relació a la investigació del Congrés feta durant un episodi al Mississipi:
"La senyoreta Allen, d'Illinois, una d'aquestes mestres, l'escola de la qual es trobava a Cotton Gin Port (comtat de Monroe, Mississipi), va rebre una visita...entre la una i les dues de la nit el març de 1871, d'uns cinquanta homes muntats i disfressats. Cadascun vestia una llarga túnica blanca i portava la cara coberta per una màscara solta de ratlles escarlates. Se li va ordenar que puges a vestir-se, la qual cosa va fer l'acte. Després va rebre a la seva habitació un capità i un tinent qui, a més de la disfressa de tots, portaven un parell de banyes al cap i un objecte al front. El tinent tenia una pistola a la mà i el capità es va asseure mentre vuit homes van entrar i van omplir el vestíbul. Van tractar d'una manera "galant i tranquil·la" la mestra, però es queixaven de l'impost per les escoles i li deien que havia de deixar l'ensenyament immediatament i marxar per a no tornar mai. La van avisar que ells no donaven segones advertències. La mestra va deixar el comtat."
Els membres del Klan asseguraren haver matat més de cent cinquanta negres en un sol comtat de Florida, i cent més a altre comtats. Una proclamació feta per Gordon el 1868 resumeix alguns dels assumptes rere les violents actes del Klan:
- Molts negres eren veterans de l'Exèrcit de la Unió i, per tant, anaven armats. Des del començament, un dels principals objectius del Klan era confiscar les armes de foc als negres. A la proclama, Gordon afirma que s'havia disparat sobre tres ocasions al Klan i que "si els negres ens volen fer la guerra, han d'ajustar-se a les conseqüències".
- Gordon defensava que el Klan era una organització pacífica. Aquesta cita era una pretensió habitual del Klan per a evitar processos legals. Malgrat tot, un jutjat federal va determinar el 1868 que el KKK era una organització terrorista. Centenars de processos per violència i terrorisme van seguir aquesta sentència. Diversos membres del Klan van ser processats i molts van fugir de les jurisdiccions que els perseguien, principalment a Carolina del Sud.
- Gordon va anunciar que alguns havien portat a terme actes violents en nom del Klan, cosa en part certa, ja que algunes persones alienes a l'organització es disfressaven de membres del Klan per a ocultar la seva identitat. Però era ben clar també que als alts càrrecs del KKK els convenia allunyar-se públicament d'aquells actes, i la natura secreta i descentralitzada del Klan feia que el conjunt de membres fos un concepte difús. El Klan fou, en moltes de les seves manifestacions, una força paramilitar que servia els interessos del Partit Demòcrata i d'aquells que desitjaven la restauració de la supremacia blanca.

### Declivi i prohibició

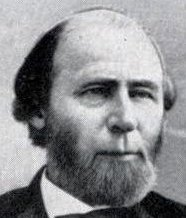
El Governador de Carolina del Nord, William Woods Holden, va intentar fer servir a la milícia de l'estat contra el Klan, i va ser expulsat del seu càrrec.

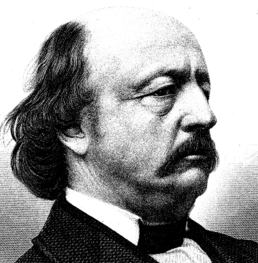
Benjamin Franklin Butler redactà l'Acta Ku Klux Klan.

El primer Klan mai va estar ben organitzat. Com a grup secret, o "invisible", no tenia una pertinença formal, ni obligacions, butlletins, portaveus, capítols o oficials de cap tipus, ni local ni nacional. Van obtenir popularitat gràcies a la seva reputació, obtinguda en gran part mitjançant les seves estrafolàries disfresses i les seves pràctiques teatrals. La historiadora Elaine Frantz Parsons diu:
| « | En desemmascarar el Klan, es va revelar una caòtica multitud de grups antinegres, grangers pobres i ressentits, bandes guerrilleres, polítics demòcrates desplaçats, destil·ladors il·legals de whisky, joves avorrits, sàdics, violadors, treballadors blancs amb por de la competència negra, patrons tractant d'aplicar una política laboral rígida, lladres comuns, i fins i tot alguns esclaus alliberats i alguns republicans blancs que tenien intencions criminals particulars. Al final, tot el que tenien en comú, a més de ser aclaparadorament blancs en la seva majoria, del sud i demòcrates, era que tots es deien a si mateixos membres del Klan. | » |

Com s'ha esmentat, l'organització nacional de Forrest no tenia control sobre els Klans locals. Forrest va ordenar la dissolució del Klan el 1869, amb l'argument que "havia estat desviat dels seus originals i patriòtics propòsits, convertint-se en un grup injuriós i nociu per a la pau pública". Per la falta de control d'un organisme nacional, la declaració de Forrest era més aviat un símptoma del declivi que una causa. L'historiador Stanley Horn escriu que "parlant de manera general, el final del Klan va ser més una desintegració localitzada gradual que un dissolució formal i decisiva". La premsa a Geòrgia va publicar el gener de 1870 que "la realitat de l'assumpte no és que el Ku Klux Klan sigui una banda de criminals organitzats, sinó que tots els criminals s'autodenominen membres del Ku Klux Klan"
Encara que s'estava fent servir cada vegada més el Klan com una màscara per amagar crims no necessàriament polítics, les autoritats locals i estatals rares vegades van actuar en contra. En casos de linxament, els acusats blancs eren absolts gairebé sempre, i en el rar cas que l'acusat fos trobat culpable, gairebé mai era condemnat. En molts estats hi havia temor que els negres s'organitzessin en milícies que comencessin una guerra racial. Quan William Woods Holden, governador republicà de Carolina del Nord, va cridar a exercir accions contra el Klan el 1870, només va aconseguir va ser escombrat en les eleccions següents.
Malgrat el poder del Klan, hi havia certa resistència a les seves pràctiques de terror. De vegades, eren grups organitzats els que se'ls enfrontaven. Veterans blancs de l'Exèrcit de la Unió van organitzar el "anti Ku-Klux" al comtat de Blount, Alabama. A nivell nacional, va existir un moviment per oposar-se al Klan, encara que la mateixa existència del Klan era qüestionada per molts demòcrates, que arribaven a creure que el Klan era invent dels nerviosos governadors republicans del sud. El gener de 1871, el senador republicà per Pennsilvània, John Scott, va reunir un comitè que va recollir 52 testimonis de les atrocitats del Klan. Ja molts estats del sud havien establert legislacions anti-Klan. Aquestes van ser el model perquè, al febrer, el congressista per Massachusetts i ex general de la Unió Benjamin Franklin Butler, redactés una llei nacional sobre aquest tema; [26] que seria coneguda com l'Acta de Drets Civils de 1871, o l'Acta Ku Klux Klan.
El 1871, el president Ulysses S. Grant va signar l'Acta, segons la qual les tropes federals havien d'exercir la força pública en lloc de les estatals, i els membres del Klan havien de ser processats legalment en una cort federal, en comptes de les corts locals i estatals. Sota aquesta legislació, centenars de membres del Klan van ser empresonats o multats, i es va suspendre l'habeas corpus en nou comtats de Carolina del Sud. Fet i fet, el Klan va ser completament destruït en aquest estat, i la resta del país, on havia iniciat ja el seu declivi alguns anys enrere.
Però van haver de transcórrer molts anys perquè tots els elements del Klan fossin eliminats. El diumenge de Pasqua de 1873, va ocórrer la massacre de Colfax, l'esdeveniment més sagnant de violència racial durant la Reconstrucció. La massacre va començar quan alguns ciutadans negres es van resistir a la violència del Klan i els seus aliats de la Lliga Blanca a Colfax, Louisiana. Com a resultat de l'enfrontament, dos-cents vuitanta homes negres van perdre la vida.
En 1882, molt després de la fundació del primer Klan, la Cort Suprema dels Estats Units va determinar en el cas "Estats Units contra Harris" que l'Acta Ku Klux Klan era anticonstitucional en part, ja que a la catorzena esmena de la Constitució no s'estenia el poder del congrés a conspiracions privades. No obstant això, l'Acta Ku Klux Klan ha estat invocada en judicis de l'ordre civil posteriorment, incloent-hi un de 1964 en què es jutjava l'assassinat de tres treballadors pels drets civils; l'assassinat de Viola Liuzzo el 1965, i el cas "Bray contra la Clínica Femenina d'Alexandria" de 1991.

## El Segon Klan
En les quatre dècades i mitja que van seguir a l'eliminació del Ku Klux Klan, les relacions racials als Estats Units van arribar al seu punt més baix. La dècada de 1890 va veure el major nombre de linxaments per racisme que hi ha hagut en aquest país, segons l'Institut Tuskegee.

### Creació
El segon Ku Klux Klan es va fundar el 1915, demostrant el recentment descobert poder dels mitjans massius de comunicació. Aquest any van tenir lloc tres esdeveniments íntimament relacionats:
- Es va estrenar la pel·lícula The Birth of a Nation (El naixement d'una nació), del Sr W. Griffith, en la qual es glorifica i mitifica el primer Ku Klux Klan.
- Leo Frank, un jueu acusat de violar i assassinar una jove anomenada Mary Phagan, va ser estomacat enmig d'un gran frenesí mediàtic.
- Es fundà el segon Ku Klux Klan, amb nous objectius antisemites i antiinmigrants. La majoria dels fundadors pertanyien a una organització anomenada "Els Cavallers de Mary Phagan".

La pel·lícula El naixement d'una nació glorificava al primer Klan, que en aquells dies era ja una memòria llunyana. La pel·lícula es basa en el llibre i obra de teatre The Clansman ("L'home del Clan"), així com en el llibre de Thomas Dixon The Leopard's Spots ("Les taques del lleopard"). La pel·lícula va generar una bogeria nacional pel Klan. En una funció de preestrena a Los Angeles, es va contractar a actors que es van disfressar com a membres del Klan com a part de la promoció. En alguns casos, l'audiència entusiasmada disparava les seves armes cap a la pantalla.
La popularitat i influència de la pel·lícula van augmentar quan l'historiador i president dels Estats Units Woodrow Wilson en va avalar l'exactitud. Gran part de la iconografia del Klan, incloent-hi les disfresses blanques i les creus ardents, procedeix de la pel·lícula, la qual s'inspirava més en el romàntic concepte que Thomas Dixon tenia de la vella Escòcia que en els autèntics símbols usats pel primer Klan.
El naixement d'una nació inclou nombroses cites de l'obra de Wilson Història del poble nord-americà. En veure una projecció exclusiva a la Casa Blanca el 18 de febrer de 1915, Wilson va exclamar "això és com escriure la història amb un llampec, i lamento que tot és terriblement veritable ". La família de Wilson va ser simpatitzant de la Confederació durant la guerra civil, i en una església cuidava dels soldats confederats que havien estat ferits. Quan Wilson era jove, s'havia oposat vigorosament a la Reconstrucció, i, com a president, va reviure les polítiques de segregació racial en el govern federal, per primera vegada des de la Reconstrucció. Atès el fort missatge partisà que la pel·lícula contenia, i la documentada perspectiva que Wilson posseïa sobre el racisme i el Klan, és raonable interpretar els seus comentaris com a suport a l'organització racista. La correspondència que Wilson va sostenir posteriorment amb el director Griffith confirma l'entusiasme del president per la pel·lícula. Les opinions de Wilson van ser publicades i immediatament van suscitar controvèrsia. El suport de Wilson cap a la pel·lícula va augmentar la popularitat d'aquesta, la qual va ser un factor important en la creació del segon Klan.
El mateix any, el linxament del jueu Leo Frank va ocupar gran part de l'atenció del públic. Frank, gerent d'una fàbrica a Marietta, Geòrgia, va ser acusat de crims sexuals i de l'assassinat de Mary Phage, una nena de catorze anys. Frank va ser condemnat a mort en un qüestionable judici, on es va demanar que ni l'acusat ni el seu advocat defensor estiguessin presents en el moment d'anunciar el veredicte, ja que es temia que la torba que envoltava l'edifici de la cort actués violentament. Les apel·lacions de Frank no van prosperar, però el governador de l'estat va canviar la sentència de mort per una de cadena perpètua. Tanmateix, la torba, autoanomenats Els Cavallers de Mary Phage van segrestar Frank de la presó on es trobava i li van pegar públicament.
Molts consideraven que Frank era culpable, i per a ells hi havia una forta ressonància entre el judici i la pel·lícula El naixement d'una nació, ja que veien una analogia entre Mary Phage i Flora, un personatge de la pel·lícula. Flora era una jove verge que es llança d'un penya-segat per evitar ser violada pel personatge negre Gus, qui era descrit com un "renegat, producte de les vicioses doctrines que els carpetbaggers escampaven".
El judici de Frank va ser hàbilment utilitzat pel polític georgià Thomas E. Watson, qui també era editor de la revista The Jeffersonian, i fet i fet va ser part important en la reorganització del Klan. El nou Klan va ser oficialment inaugurat en una reunió presidida per William J. Simmons, en presència d'alguns ancians membres del Klan original, a més de membres dels Cavallers de Mary Phage. Per al segon Klan, Simmons es va inspirar en la proclama original que George Gordon va escriure el 1867, especificant com a propòsits del Klan:
- Primer: protegir el feble, l'innocent i l'indefens de les indignitats i ofenses de part dels violents i brutals proscrits de la llei; rescatar l'oprimit i el llastimat, socórrer qui pateix i el desafortunat, especialment les vídues i orfes dels soldats confederats.
- Segon: protegir i defensar la Constitució dels Estats Units
- Tercer: ajudar i auxiliar en l'execució de totes les lleis constitucionals, protegint la gent de detencions il·legals i de judicis que no siguin pels seus iguals i de conformitat amb les lleis del territori.

### Membres

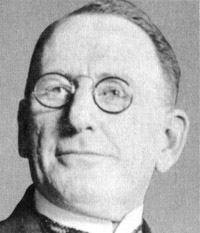
William Joseph Simmons va fundar el segon Ku Klux Klan el 1915.

Els historiadors han recollit llistes de membres d'algunes unitats locals, i confrontat els noms amb els directoris telefònics o els registres locals per crear un perfil estadístic dels membres. Els grans diaris eren unànimement hostils, i intentaven ridiculitzar els membres del Klan, tractant-los de grangers ignorants. Una anàlisi detallada en l'estat d'Indiana mostra, però, que aquest estereotip és erroni:
| « | Els membres del Klan a Indiana representaven un tall de tota la societat: no hi havia desproporció entre la comunitat urbana i rural, així com tampoc n'hi havia entre els membres de les classes treballadora, mitjana o professional. Per descomptat que els membres del Klan eren protestants, però no poden ser descrits com a exclusivament o predominantment fonamentalistes. En realitat, la seva afiliació religiosa era un reflex de la societat blanca protestant, incloent-hi aquells que no pertanyien a cap església concreta. | » |

El Klan va reeixir reclutant al llarg del país milions de nous membres, i arribà al seu nivell màxim en la dècada de 1920, quan el 15% de la població formava part de les seves files i tenia Capítols locals per tot Estats Units, a més d'alguns a Saskatchewan (Canadà).
Aquesta vegada, els líders del Klan el gestionaven com una organització lucrativa, i van participar en el boom de les Organitzacions fraternals de l'època. En ingressar al Klan, els nous membres havien de comprar les seves disfresses i pagar una quota d'iniciació. Els organitzadors del reclutament es quedaven amb la meitat dels diners, i enviaven la resta a oficials estatals o nacionals. Quan l'organitzador havia acabat amb el reclutament a la zona, muntava una manifestació que de vegades incloïa creus ardents i potser un lliurament cerimonial de la Bíblia a un ministre protestant de la localitat. Després, l'organitzador es retirava del poble amb els diners.

### Activitats
El segon Klan tenia nous propòsits antisemites, anticatòlics i antiinmigrants. Amb això, el Klan va aconseguir estendre fàcilment el seu abast, reclutant membres per tot el Mig Oest, quan abans els estats del Sud eren els que més contribuïen a engrossir les seves files. Els reclutadors feien èmfasi en assenyalar els banquers jueus, els negres, els catòlics o algun altre grup social o ètnic com a causants dels problemes del ciutadà comú. La diferència entre el primer KKK i el segon és que, mentre el primer podia caracteritzar-se com del sud i del partit Demòcrata, el segon Klan era predominantment Republicà, i la seva influència s'estenia per tots els Estats Units.
En les dècades de 1920 i 1930, una facció del Klan anomenada la Legió Negra tenia una gran activitat en l'Oest Mitjà dels Estats Units. La Legió Negra usava uniformes negres, en comptes de les túniques blanques característiques. Aquesta Legió va ser la facció més violenta del Klan, i va adquirir notorietat per assassinar socialistes i comunistes.
A més, alguns grups del KKK van prendre part en linxaments, arribant a assassinar soldats negres que tornaven de la Segona Guerra Mundial, fins i tot vestint encara els seus uniformes militars. El Klan va advertir als negres que havien de respectar els drets de la raça blanca "en el país on se'ls permet viure"

### Influència política
Mitjançant funcionaris governamentals que simpatitzaven amb el Ku Klux Klan, els governs dels estats de Tennessee, Indiana, Oklahoma, i Oregon, així com algunes legislatures en els estats del sud, estaven sota control del Klan. Edward Jackson, un Republicà membre del Klan, va ser elegit governador d'Indiana el 1924, i tot l'aparell governamental es va omplir de membres del Klan. A Califòrnia, el Klan va decidir convertir la ciutat d'Anaheim en una ciutat model. Secretament va prendre el control del consell de la ciutat, però va ser expulsat després d'unes eleccions especials.
El Partit Demòcrata va realitzar la seva convenció nacional de 1924 a Nova York. La notòria participació dels delegats del KKK, li va donar el malnom de "Convenció Klanbake". La convenció havia de triar un candidat per a President. Els contendents eren William McAdoo, recolzat pel Klan, i el governador de Nova York Al Smith, qui era rebutjat pel Klan a causa de la seva fe catòlica. Després de diversos dies d'enfrontaments, tots dos contendents es van retirar exhausts sense que hi hagués un guanyador clar. El Ku Klux Klan va considerar que William McAdoo havia sortit victoriós, ja que si més no va aconseguir evitar que el partit adoptés una plataforma política encapçalada per un catòlic. El Klan va celebrar la "victòria" a Nova Jersey, el 4 de juliol de 1924, amb una commemoració on milers de membres van cremar creus i efígies de Smith i van cridar consignes contra l'Església Catòlica.
En alguns estats, el Klan va demostrar un desig genuí de reformes polítiques i socials, com a l'estat d'Alabama. Atès que hi havia una estructura política conservadora, el Klan es va trobar a l'avantguarda de mesures "progressistes" com l'educació pública, la prohibició de l'alcohol i altres. El 1925, el KKK era una força política amb considerable poder a l'estat. Potentats com J. Thomas Heflin,David Bibb Graves, i Hugo Black manipulaven els membres del Klan contra la potència dels industrials que havien dominat l'estat. Black va ser elegit senador el 1926, i es va convertir en un actiu afavoridor de la política del New Deal. Quan Black va ser nominat per a magistrat de la Cort Suprema el 1937, hi va haver un escàndol nacional en descobrir-se que Black havia estat un membre prominent del KKK. Tot i això, Black va aconseguir mantenir el lloc. El 1926, el líder d'un capítol local d'Alabama, Bibb Greus, va ser elegit governador amb el suport del Klan. Greus va encapçalar un dels períodes més progressistes que Alabama havia conegut. Com a resultat d'aquestes victòries polítiques, els grups del KKK van sentir que comptaven amb la protecció del govern per dur a terme les seves activitats. Una onada de terror es va desencadenar en l'estat en 1927, on el Klan atacava no només per motius racials, sinó que també per raons morals que el mateix KKK jutjava. Hi va haver incursions a bordells i hotels de pas, i es va informar del segrest d'una dona divorciada, que va ser lligada a un arbre i flagel·lada amb el tors nu. El contraatac de l'elit conservadora va començar a la premsa. Grover C. Hall, editor de la publicació Montgomery Advertiser va començar a atacar el Klan per la seva intolerància religiosa i racial. Fet i fet, Hall va rebre un premi Pulitzer per les seves publicacions. En altres diaris, la ferma i constant atmosfera d'atacs al Klan es va mantenir. El contraatac en els mitjans va funcionar, ja que l'estat d'Alabama va votar a favor del catòlic Al Smith per a President dels Estats Units en les eleccions de 1928, i els membres del Klan a l'estat van disminuir a menys de sis mil per 1930.

### Disminució
El col·lapse del segon Klan es va deure parcialment a la reacció en contra, i en part gràcies a l'escàndol al voltant de David Stephenson (llavors membre del Partit Republicà, després d'haver estat membre del Partit Socialista i del Partit Demòcrata), membre del Ku Klux Klan que va ser condemnat per la violació i l'assassinat de Madge Oberholtzer, després d'un judici que va ser sensació nacional.
D'acord amb l'historiador Leonard Moore, tant els escàndols com les reaccions contra el Klan van progressar gràcies al fet que havia crítiques del lideratge en el Klan, la qual cosa va provocar el col·lapse de l'organització:
| « | Stephenson i els altres venedors i aspirants polítics que maniobraven pel control de l'imperi invisible d'Indiana, no tenien l'habilitat i el desig d'utilitzar el sistema polític per dur a terme els propòsits manifestos del Klan. Hi tenien poc interès, o potser no coneixien les preocupacions més fonamentals del moviment. Per a ells, el Klan no era sinó un mitjà per guanyar riquesa i poder a nivell personal. Havien arribat al cim del poder en l'organització encaputxada ja que el Klan no havia necessitat un lideratge fort i dedicat, fins que es va convertir en força política. Els polítics més experimentats que recolzaven el Klan no van ajudar gaire. Les divisions internes eren una barrera per a alguns, i en altres casos el seu suport era pragmàtic i no per convicció. Quan les acusacions de crims i corrupció van tacar el Klan, aquells que es preocupaven pel seu futur polític tenien menys motius per actuar en nom del Klan. | » |

Com a resultat dels escàndols, el Klan va caure en desgràcia davant la gent, i en la dècada de 1930 es va retirar de l'activitat política. El líder nacional Hiram Evans, va vendre l'organització el 1939 al veterinari d'Indiana James Colescott i a un metge d'Atlanta, Samuel Green, que van ser incapaços de frenar l'èxode dels membres del Klan. La imatge de l'organització va rebre un altre cop quan es van descobrir les simpaties que Colescott tenia per organitzacions pronazis, la involucració del Klan en els disturbis racials de Detroit el 1943, i el seus esforços per sabotejar la intervenció nord-americana a la guerra mundial. El 1944, el Klan va rebre una citació per pagar $ 685,000 en concepte d'impostos vençuts, i Colescott es va veure forçat a reunificar l'organització.

## Ku Klux Klans posteriors

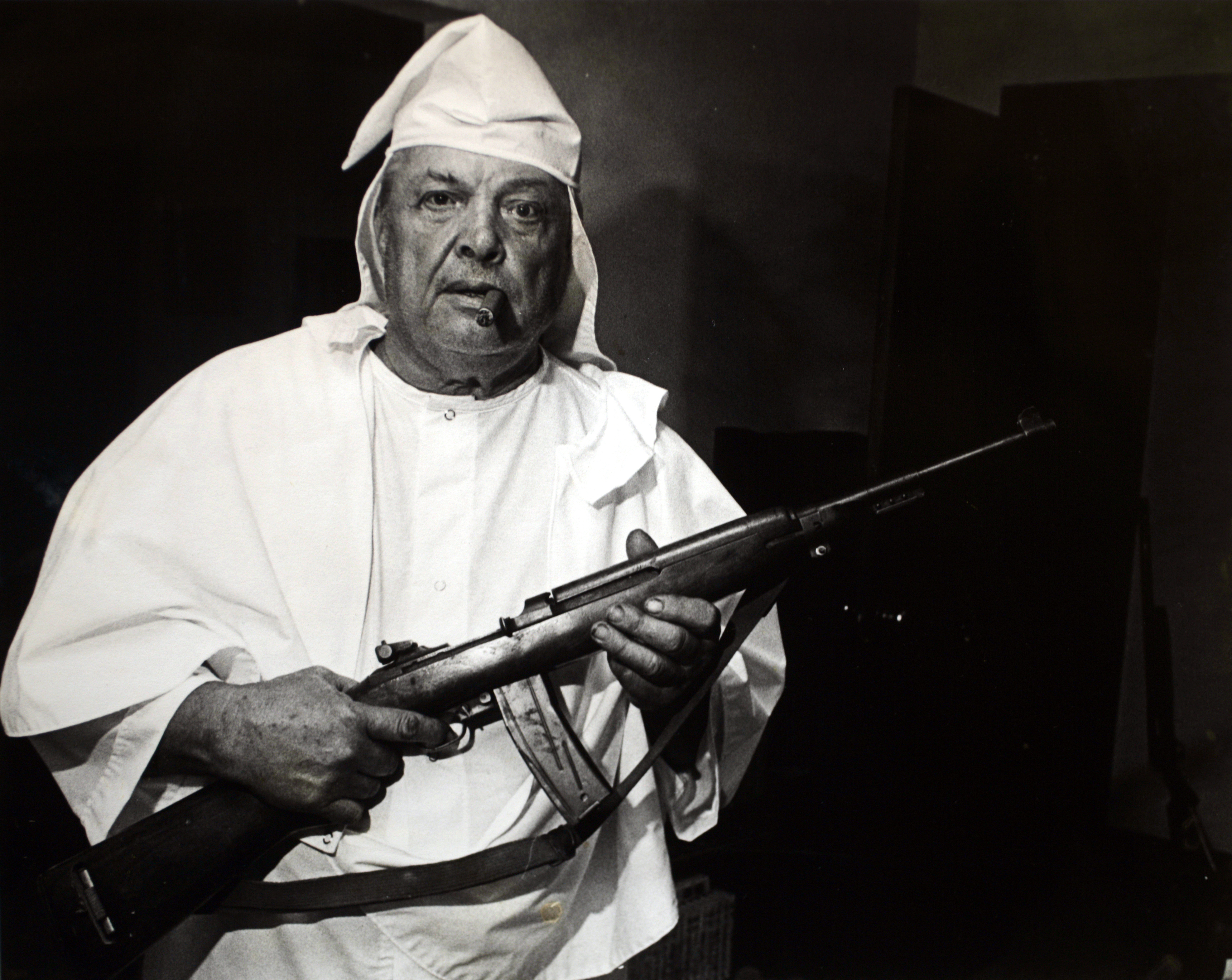
William Dont, un granger d'Ohio, sosté un rifle automàtic el 1987.

Després de la dissolució del segon Ku Klux Klan, diversos grups independents van començar a utilitzar-ne el nom. Amb el pas del temps, la filiació estimada del Klan va evolucionar de la manera següent (els anys de la taula representen períodes aproximats):
| Any  | N° de membres |
| 1920 | 4.000.000     |
| 1930 | 30.000        |
| 1970 | 2.000         |
| 2000 | 3.000         |

En la dècada de 1950, molts dels Klans individuals es van resistir al Moviment pels Drets Civils, a través d'actes de violència i intimidació. Entre els esdeveniments més notoris és troben:
- L'assassinat de l'organitzador de la NAACP, Medgar Evers a Mississipi. El 1994, un antic membre del Klan anomenat Byron De La Beckwith va ser condemnat per l'assassinat.
- La mort del líder de la NAACP, Vernon Dahmer, el 1966, també a Mississipi. L'ex membre del Klan Sam Bowers, va ser condemnat el 1998 per aquest assassinat. Juntament amb Bowers, van ser condemnats dos membres del Klan.
- L'explosió a l'església del carrer 16 a Alabama, que va matar quatre nens el 1963. Encara que quatre membres del Klan estaven entre els sospitosos des de l'inici, no van ser processats sinó fins anys després. Entre ells, Robert Chambliss va ser condemnat el 1977, Thomas Blanton i Bobby Frank Cherry van ser condemnats per assassinat el 2001 i 2002, respectivament.
- L'assassinat de Willie Edwards Jr el 1957. Els membres del Klan van obligar Edwards a saltar des d'un pont sobre el riu Alabama. [48]
- Els assassinats de 1964 dels treballadors pels drets civils Chaney, Goodman, i Schwerner a Mississipi. El juny de 2005, 41 anys després, el membre del Klan Edgar Ray Killen va ser condemnat per aquests assassinats
- L'assassinat de Viola Liuzzo el 1965. Liuzzo era una catòlica del sud, activista pels drets civils, que vivia a Detroit. Ella i el seu espòs Anthony Liuzzo van anar al sud per participar en una marxa pels drets civils, quan va ser assassinada en transportar alguns marxistes.

Aquests crims van ser part dels que va cometre el Klan en aquesta època. Molts van quedar sense ni tan sols ser reportats. Per exemple, Harry T. Moore, director estatal de la NAACP, va morir el 1951 amb la seva dona en explotar casa seva. L'FBI va trobar diversos sospitosos, però cap d'ells va ser processat. Quaranta anys després, un ex soldat i membre del Ku Klux Klan va comunicar a la NAACP que ell i altres membres del Klan havien conspirat juntament amb la policia per dur a terme l'assassinat, i d'acord amb una acta posterior del Consell Regional del Sud, a Atlanta:
| « | ...les cases de quaranta famílies negres van ser dinamitades entre 1951 i 1952. Alguns com Moore, eren activistes socials exposats al perill del terror, però la majoria eren gent que es refusava a seguir les convencions racials de la societat, o transeünts innocents, víctimes del terrorisme blanc | » |

Tot i l'extrema violència dels diferents Klans, en l'època de la postguerra hi va haver una reacció reeixida contra el KKK. El 1958, el Klan va cremar unes creus davant les llars de dos indis Lumbee a Carolina del Nord. Quan el Klan va començar la seva manifestació, de sobte es va veure envoltat i perseguit per centenars de persones armades.
El 1964, el Programa de contraintel de l'FBI (COINTELPRO) va començar a infiltrar-se en el Ku Klux Klan per desmembrar-lo. La posició de COINTELPRO en el moviment pels drets civils era curiosament ambigua, ja que utilitzava les seves tàctiques d'infiltració, desinformació i violència per igual contra grups d'extrema esquerra i extrema dreta, però també contra organitzacions pacífiques com la Conferència de Líders Cristians del Sud, de Martin Luther King. En el cas de l'assassinat de Liuzzo, aquesta ambivalència va ser evident: un dels assassins era un informador de l'FBI. Després de l'assassinat, l'FBI va començar a escampar rumors falsos, on es deia que ella era comunista i que havia abandonat els seus fills per lliurar-se sexualment als activistes pels drets civils. Malgrat aquestes ambivalències, el 1982 el reporter Jerry Thompson va informar que els esforços de l'FBI finalment havien desintegrat el Klan. Thompson s'havia infiltrat al KKK el 1979. Durant el desastre, els líders del Klan s'acusaven mútuament de ser espies de l'FBI, i fet i fet es va saber que Bill Wilkinson, un d'ells, havia efectivament treballat per l'FBI.
Quan va acabar la lluita pel dret al vot dels afroamericans, lluita que havia durat un segle, els Klans van enfocar les seves bateries cap a altres moviments, com Acció afirmativa, la immigració als Estats Units, i especialment la desegregació racial als autobusos escolars, que havia estat ordenada pels tribunals. El 1971, membres del Klan van fer explotar deu autobusos escolars a Pontiac, Michigan. Un dels líders més carismàtics del KKK, David Duke, va participar en la crisi dels autobusos de Boston de 1974. Duke va ser líder dels Cavallers del Ku Klux Klan de 1974 a 1978. El 1980, Duke va crear la NAAWP (Associació Nacional per a l'Avanç del Poble Blanc), una organització política nacionalista.
Durant aquest període, la resistència al Klan es va tornar més comuna. Thompson va informar que durant la seva curta estada com infiltrat en el KKK, va rebre trets a la seva camioneta, els nens li cridaven, i va participar en una manifestació del Klan que va degenerar en caos quan uns soldats negres es van presentar per dissoldre-la. Els intents d'organitzar marxes a favor del Klan sovint es trobaven amb contraprotestes, i de vegades amb violentes confrontacions.
A més, es va fer palès que el Ku Klux Klan era vulnerable a les demandes legals. El linxament de Michael Donald, el 1981, va portar a un plet legal que va conduir United Klans of America a la fallida. Segons el relat de Thompson, molts grups del KKK estaven profundament preocupats per les multimilionàries demandes que estaven rebent alguns dels seus membres.

## El Ku Klux Klan al segle XXI

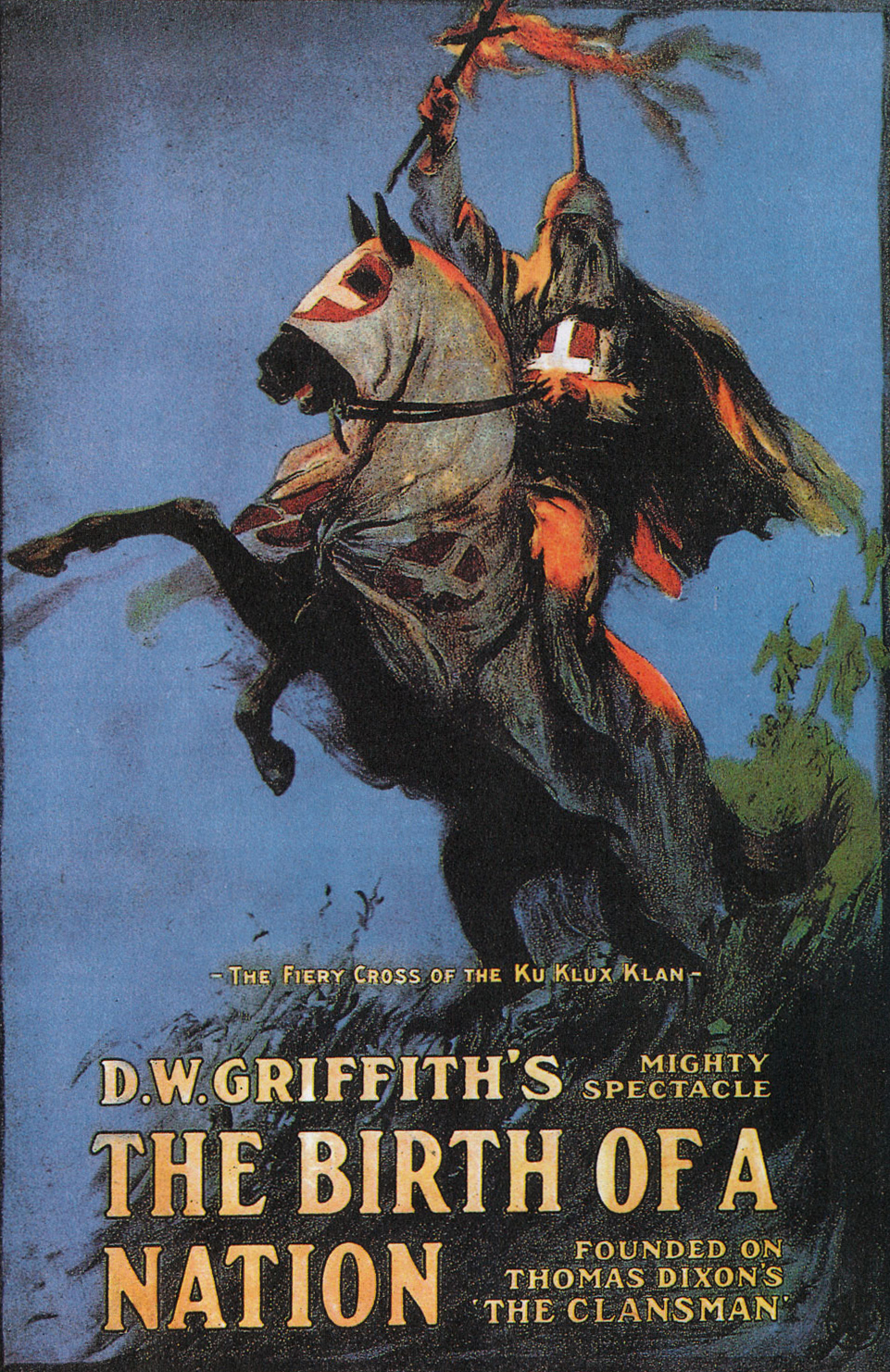
Cartell de la pel·lícula El naixement d'una nació.

El Ku Klux Klan encara existeix, en forma de grups aïllats de simpatitzants, que probablement no passen d'uns quants milers. El 2002, en un informe titulat "Extremisme als Estats Units", la Lliga antidifamació va escriure: "... avui no hi ha tal Ku Klux Klan. La fragmentació, la descentralització i el declivi han seguit ininterrompudament". No obstant això, també puntualitzen que "la necessitat de justificar-se encara persisteix en els descontents, i és improbable que desaparegui, independentment de com d'avall arribi la sort del Klan".
Algunes de les organitzacions més grans del KKK són:
- Església dels Cavallers Nord-americans del Ku Klux Klan (Church of the American Knights of the KKK, o "KKKK")
- Klans Imperials dels Estats Units (Imperial Klans of America)
- Cavallers de la Kamelia Blanca (Knights of the White Kamelia)
- Cavallers del Ku Klux Klan. Estan encapçalats pel Pastor Director Nacional, i tenen la seva seu a Zinc, Arkansas. Diuen que són l'organització més gran del KKK actualment, i s'autodenominen "el Klan de la sisena era".

Hi ha altres organitzacions més petites que continuen utilitzant el nom del Ku Klux Klan, a tot el país.
El 2005, es calculava que hi havia uns tres mil membres del Klan, dividits en 158 capítols, sorgits de diverses organitzacions independents, gairebé dos terços de les quals es troben en els antics estats Confederats. L'altre terç es troba majoritàriament a l'Oest Mitjà dels Estats Units.
L'ACLU (Unió Americana de Llibertats Civils) ha atorgat suport legal a diverses faccions del KKK, en defensa dels seus drets de manifestacions, desfilades i marxes, atorgats per la Primera Esmena de la Constitució, així com del seu dret a proposar candidats a llocs públics. El juliol de 2005, la casa d'un home hispà va ser cremada després de rebre acusacions de violència sexual contra una nena blanca de nou anys. Després de l'incident, membres del Klan van aparèixer amb les seves túniques blanques, repartint pamflets. El Klan va organitzar una marxa antiinmigrants a Russellville, Alabama, al maig de 2006.

## Vocabulari del Ku Klux Klan

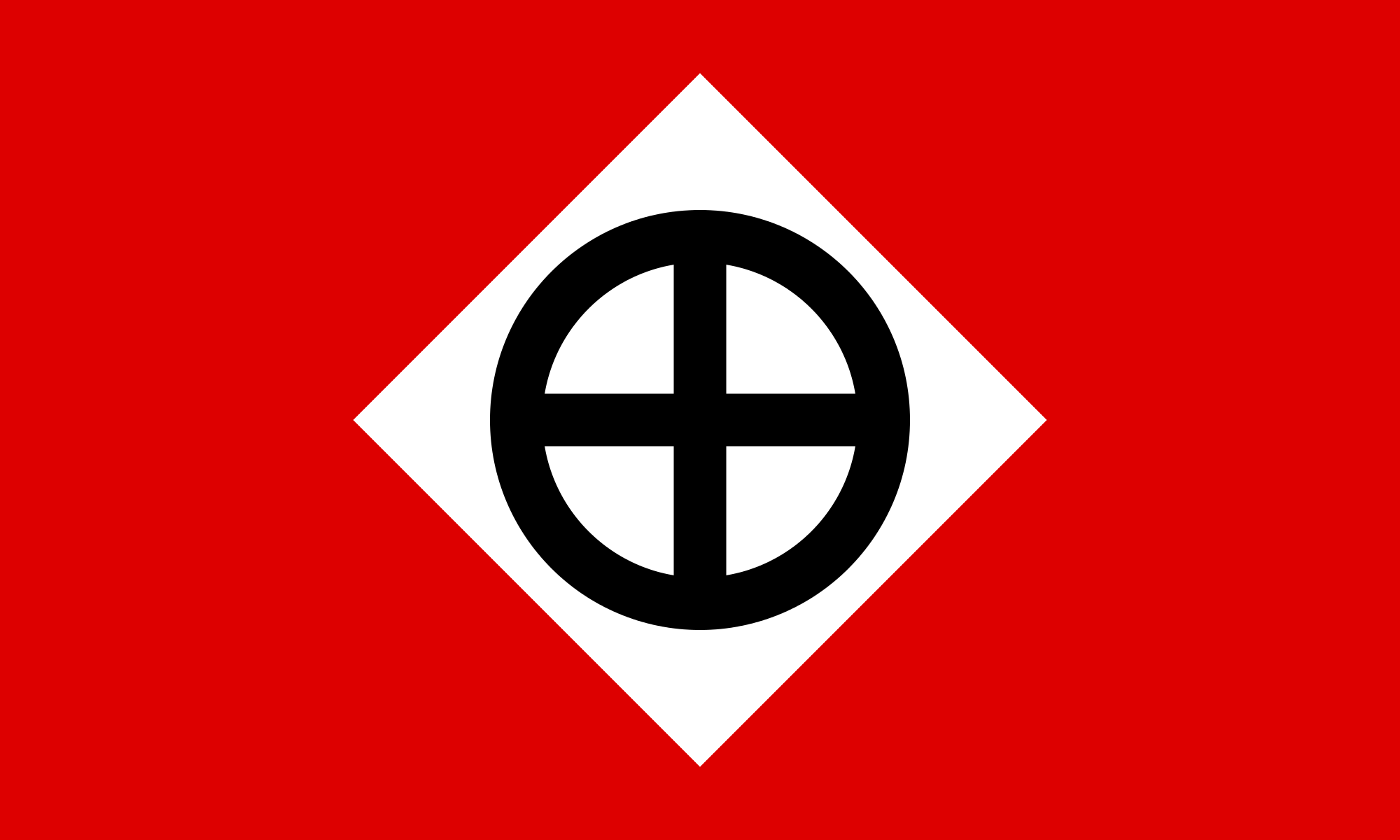

El Ku Klux Klan, com moltes altres organitzacions secretes, tenen senyals que els membres utilitzen per reconèixer uns als altres. És possible que un membre del Klan digui "Ayako" (significant Are you a Klansman?, "Ets un membre del Klan?") en alguna conversa, intentant identificar algun membre sense aixecar sospites. La resposta afirmativa seria el vocable "AKIA" (A Klansman I am, "sóc membre del Klan").
Al llarg de la seva història, el Klan ha encunyat diverses paraules que comencen totes amb "KL", incloent, entre altres:
- Klabee: tresorers
- Kleagle: reclutat
- Klecktoken: quota d'iniciació
- Kligrapp: secretari
- Klonvocation: reunió
- Klor: llibre de rituals
- Kloreroe: delegat
- Kludd: capellà

Aquests termes van ser utilitzats a partir de 1916. El KKK de l'època de la Reconstrucció ja n'havia inventat d'altres, com els títols "Wizard" (mag), per al líder del Klan, i"Night Hawk" (falcó nocturn) per a qui estava a càrrec de la seguretat.

## Dones del Ku Klux Klan
Les dones del Ku Klux Klan (WKKK), també conegudes com a Ku Klux Klan Women i les senyores de l'Imperi Invisible, van assumir moltes de les mateixes idees polítiques i socials del KKK, però van funcionar com una branca separada de l'organització nacional. Si bé la majoria de les dones es van centrar en les agendes morals, cíviques i educatives del Klan, també van tenir una implicació considerable en temes de raça, classe, ètnia, gènere i religió. Les dones del KKK van lluitar per reformes educatives i socials, com els moviments reformadors progressistes, però tenien una intolerància i un racisme extrem. Les dones del Klan van ser particularment prominents en la dècada de 1920. La WKKK existia a tots els estats, però els seus capítols més forts estaven a Ohio, Pennsilvània, Indiana i Arkansas. S'hi podien unir les dones blanques nascudes als Estats Units, cristianes protestants i majors de 18 anys. La principal diferència entre les dones del Klan l'organització masculina és que persegueixen la seva agenda política per incorporar el racisme, el nacionalisme, la moral tradicional, i la intolerància religiosa a la vida quotidiana, mitjançant tàctiques en la seva majoria no violentes.